# Gosławice (województwo kujawsko-pomorskie)
Gosławice – wieś w Polsce, położona w województwie kujawsko-pomorskim, w powiecie aleksandrowskim, w gminie Zakrzewo.

## Podział administracyjny
W latach 1975–1998 miejscowość administracyjnie należała do województwa włocławskiego. Wieś sołecka – zobacz jednostki pomocnicze gminy Zakrzewo w BIP.

## Demografia
Według Narodowego Spisu Powszechnego (III 2011 r.) liczyły 51 mieszkańców. Są najmniejszą miejscowością gminy Zakrzewo.

## Historia
W wieku XIX Gosławice opisano jako wieś, w powiecie nieszawskim, gminie Sędzin, parafii Siniarzewo. Odległość od miasta Nieszawy wiorst 14 (około 14,9 km) i takaż odległość od Aleksandrowa pogranicznego.
W roku 1827 Gosławice miały 16 domów i 135 mieszkańców. W roku 1864 uwłaszczono w Gosławicach 21 gospodarzy na 26 morgach i 110 prętach. Kwestia służebności dotąd niezałatwiona. Stan włościan względnie zamożny. Właściciel Gosławic skasował tu istniejącą karczmę (Opis wsi Bronisław Chlebowski - Słownik Tom II s.741).
Własność Józefa Trzebińskiego, w spisie majętności gminy Sędzin jako właściciel w roku 1881 występuje Jolanta Trzebińska. Ogólna rozległość gruntów dominialnych wynosi 780 mórg nowopolskich (około 436,6 ha), w tym gruntu ornego morgów 535, łąk mórg 152 i 54 morgów lasu brzozowego. Klasa ziemi pszenna, role wymarglowane, płodozmian 11-polowy. Dobra te oprócz zboża produkują i wełnę z kilkuset owiec jak podaje Słownik rasy poprawnej.
Pod względem topograficznym Gosławice położone są na płaszczyźnie, pośród której biegnie wieś składająca się z kilkunastu chałup przy drodze. Nad stawem dźwiga się piękny piętrowy pałac murowany, w ostatnim dziesięcioleciu przed 1885 r. wystawiony na miejsce dawnego modrzewiowego dworu, zamienionego dziś na budynek folwarczny.